# Kap Lesung
Das Kap Lesung (indonesisch Tanjung Lesung) ist ein Kap an der Westküste der Insel Java. Zusammen mit dem westlich gelegenen Kap Badur (Tanjung Badur) bildet es die Nordspitze der Halbinsel Tanjungjaya im Nordwesten des Distrikts Panimbang (Regierungsbezirk Pandeglang, Provinz Banten), die markant in die Sundastraße hineinragt. Der nach dem Kap Lesung benannte Touristenstrand Pantai Tanjung Lesung befindet sich auf dem Kap Badur.